# Seznam otokov v Črni gori
Črna gora ima 18 otokov in otočkov, ki ležijo v Jadranskem morju in Skadrskem jezeru.

## Otoki v Jadranskem morju
- Ada Bojana
- Gospa od Škrpjela, Boka Kotorska
- Katič
- Mala Gospa
- Mamula
- Otok Gospe od Milosti
- Prevlaka (Crveni otok)
- Sveti Juraj (Sveti Đorđe)
- Sveta Nedelja
- Sveti Nikola pri Budvi
- Sveti Marko, otoček v Tivatskem zalivu
- Sveti Stefan, sedaj polotok pri Budvi

## Otoki v Skadrskem jezeru
- Beška
- Gramožur
- Krajinski arhipelag (50 manjših otočkov)
- Omerova gorica
- Starčevo
- Vranjina